# 魏斯凯瑟尔
魏斯凯瑟尔（德語：Weißkeißel）是德国萨克森州的市镇，隶属于格尔利茨县。总面积为50.68平方千米，截至2023年12月31日总人口为1,220人。